# На књижицу за новољетни дар
На књижицу за новољетни дар је оригинална песма Луке Милованова Георгијевића.
Налази се, као уводна реч, у збирци Антологија српске поезије за дјецу, Миомира Милинковића. 

## О песми
У песми На књижицу на новољетни дар зачети су темељи једне нове поетике која ће се сретати у поезији каснијих песника. 

Песма има значајну естетску вредност, она својом музикалношћу и ритмом лако налази пут до савременог читаоца.
Свака строфа завршава се хипокористичном речју: игрица, птићица, рибица, књижица. Умањивање је од миља, али је то свођење на меру код одраслих и код деце. То схватање и поступак испољили су се код првог песника и у првим стиховима српске књижевности за децу и трају и до данас. Осећања и мисли су изражении кроз појмове из опипљивог света: мрежа, цвеће, игра, лутка, књига, птица. Песник је своје жеље и осећаје претварао у слике и представе из свакодневног живота. Једноставан је изражајни фонд, али све је примерено и одговара дечјој природи.
Тема песме је очева радост код даривања деце књигом као извором нових сазнања. Из песме зрачи родитељска љубав и жеља да се малишани награде и наградом обрадују. Стих је једноставан, наиван, слободан и прилагодљив деци.

## Почеци српске књижевности за децу
Почеци српске поезије за децу везују се за Јована Јовановића Змаја. Самим тим читалачкој публици није познато да је темеље српске поезије ѕа најмлађе поставио српски учитељ и песник из XVIII вијека Лука Милованов Георгијевић. Иза њега су у рукопису из 1810. остале две лепе дечије песме: На књижицу за новољетни дар и Мојој дјеци на мајалес.
Одлике наших првих песама за децу су у једноставности, игри, ритму и музици. Тиме је трајно обележен овај књижевни вид. Поред почетничке наивности, поезија Луке Милованова носи у себи осећања топлине, отвара људско срце и приближује деци настојања родитеља да у мноштву животних могућности изаберу оно што је најбоље, што код детета изазива највише изненађења и узбуђења.